# Résidu de pesticides

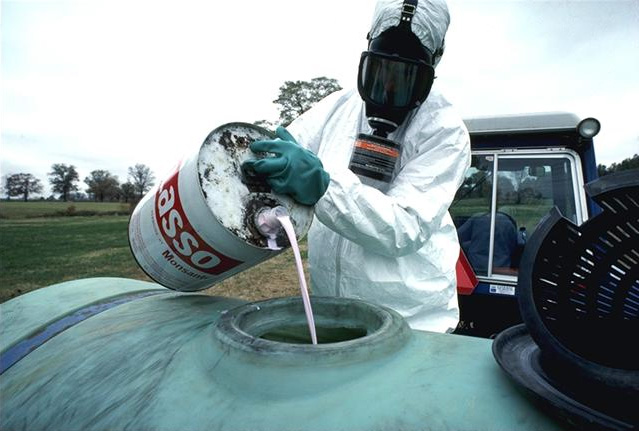
Pesticides agrochimiques dangereux.

Les résidus de pesticides sont des substances chimiques, ou des mélanges de substances, présentant des risques de toxicité, qui peuvent rester dans les aliments destinés à l'homme ou aux animaux par suite de traitements phytosanitaires intervenus soit en période de culture soit après la récolte. Les résidus peuvent comprendre également des substances dérivées par dégradation ou conversion, par réaction chimiques ou des impuretés.
Le niveau de ces résidus dans les aliments sont souvent déterminés par les organismes de réglementation dans de nombreux pays.
L'exposition de la population à ces résidus intervient le plus souvent par la consommation de produits alimentaires traités, ou par un contact rapproché avec des zones traitées à l'aide de pesticides : exploitation agricoles, pelouses autour des maisons, etc..
Beaucoup de ces résidus chimiques, en particulier les dérivés de composés chlorés, sont sujets à la bioaccumulation qui peut conduire à des niveaux nocifs dans le corps et dans l'environnement. 
Les produits chimiques persistants peuvent s'accumuler dans la chaîne alimentaire et ont été détectés dans des produits aussi divers que la viande, la volaille et le poisson, les huiles végétales, les noix et divers fruits et légumes.

## Éléments de définition
- Un pesticide est un mélange de substances (molécule mère et adjuvants) utilisé pour tuer des organismes ravageurs ou jugés gênants pour le développement optimal de plantes cultivées, pour traiter des animaux domestiques et de rente ou pour protéger certains biens (ex : bois à protéger des insectes, bactéries et champignons susceptibles de le décomposer). Le terme s'applique à divers biocides tels qu'insecticides, fongicides, herbicides et nématicides, etc.[5]. Les applications de pesticides sur les cultures et sur les animaux (ou dans leur nourriture) peuvent directement ou indirectement laisser des résidus et métabolites dans les aliments achetés, offerts ou récoltés dans les jardins ; En raison de leurs effets avérés ou possibles, ils sont considérés comme d'importance toxicologique et écotoxicologique[6].

- Un résidu de pesticide est un reste de pesticide (métabolite ou sous-produit de dégradation, éventuellement plus toxique que la molécule-mère) encore présent dans l'eau, l'air ou le sol, les écosystèmes ou sur un produit précédemment traité et mis sur le marché. Les métabolites sont  susceptibles de contaminer les ressources en eau et de se retrouver dans les eaux destinées à la consommation humaine (EDCH)[7]. C'est en quelque sorte un déchet résiduel, dispersé en faibles quantités, par exemple issu des épandages faits sur la culture ou à proximité  (voire issus d'épandages fait sur des cultures précédentes). L'essentiel des résidus est lié au sol, plus ou moins fortement selon le type de protuit et le type de sol. 
En 2016, le chercheur néerlandais (Jos Boesten, de l'Institut Alterra basé à Wageningen) constate que malgré 50 ans de recherche sur les « résidus de pesticides liés au sol » (RPLS), et bien qu'un tiers environ de la masse des pesticides utilisés en agriculture finit par devenir RPLS il n'existe que peu d'orientations réglementaires sur l'évaluation des risques environnementaux qu'ils posent, y compris en Europe. Pour aider les gestionnaires des risques à définir « quels changements d'utilisation des sols sont pertinents pour les résidus liés au sol », il a proposé une définition due au cas particulier des RPLS (résidus de pesticides liés aux particules du sol), incluant des métabolites (parfois plus toxiques et/ou écotoxiques que la molécule active), métabolites issus de la vie du sol[8]. Certains de ces résidus peuvent persister des décennies voire plus d'un siècle surtout dans des sols de plus en plus tassés et appauvris en vie du sol (Cf. DDT, lindane encore couramment retrouvés par exemple bien qu'interdits depuis longtemps, ou Chlordécone encore récemment utilisé aux Antilles françaises bien qu'interdit en France). Jusqu'alors les définitions du RPLS sont toutes fondées sur la non-extractibilité de la molécule dans le sol par les méthodes d'analyse en laboratoire, alors qu'en termes de gestion de risques environnementaux et sanitaires, il faurait considérer la cinétique ou l'activité réelles de ce molécules « sur le terrain »[8] où le sol peut fortement évoluer quand il change d'usage (transformation d'un champ en prairie, jardin, zone agrosylvicole ou forêt par exemple), de même sous les effets croisés de l'évolution du climat et/ou de la biodiversité ou de l'acidification des sols ou de leur salinisation. 
J Boesten considère qu'une molécule est « liée au sol » si une partie pertinente de cette molécule fait partie de la phase solide du sol, et si elle ne sera plus jamais relâchée dans l'eau interstitille du sol dans des conditions de terrain pertinentes sous la forme de cette molécule-mère ni sous la forme d'une autre molécule pouvant éventuellement poser des problèmes toxicologiques environnementaux ou sanitaires (cette molécule-mère peut être la substance mère appliquée au sol, mais il peut aussi s'agir d'un métabolite de cette substance mère). Cette définition est plus précise car elle implique que la molécule mère du résidu lié au sol soit spécifiée. De plus la sorption très forte mais réversible de molécules telles que le paraquat fait qu'un tel pesticide n'est alors plus à considérer comme « résidu lié au sol » (ce que démontre une procédure d'extraction auto-échangeable)[8] . Enfin, le gestionnaire de risque doit alors définir ce qu’il entend par  « conditions de terrain pertinentes » (dont en incluant par exemple une conversion de champ cultivé en forêt)[8] .

## Contexte
Depuis la fin de la Seconde Guerre mondiale, les pesticides chimiques sont devenus la forme la plus importante de lutte contre les ravageurs et maladies des plantes.
On peut classer les pesticides en deux catégories : les pesticides de première génération et ceux de seconde génération. Les pesticides de première génération, qui étaient utilisés avant 1940, comprenaient des substances telles que l'arsenic, le mercure et le plomb. Ils ont été rapidement abandonnés à cause de leur grande toxicité et de leur relative inefficacité.
Les pesticides de deuxième génération sont des composés organiques de synthèse.
L'utilisation de ces pesticides a connu une croissance accélérée à la fin des années 1940, à la suite de la découverte du DDT par Paul Müller en 1939. Les effets de substances telles que l'aldrine, le dieldrine, l'endrine, le chlordane, le parathion, le captane et le 2,4-D ont également été découverts à cette époque,.
Ces pesticides ont été largement utilisés en raison de leur efficacité pour lutter contre les ravageurs et autres bioagresseurs. 
Cependant, dès 1946, les gens ont commencé à résister à l'utilisation généralisée des pesticides, en particulier le DDT à cause de ses effets nocifs sur les plantes et les animaux non ciblés. On a commencé à prendre conscience du problème des résidus et de leurs risques potentiels pour la santé.
Dans les années 1960, Rachel Carson publie son livre, Silent Spring, pour illustrer les risques du DDT et la manière dont il menace la biodiversité.

## Réglementation
Chaque pays adopte sa propre politique agricole et ses propres normes : limite maximale de résidus (LMR) et dose journalière admissible (DJA). Le niveau de l'usage des additifs alimentaire varie selon les pays, car les formes d'agriculture varient en fonction de différents facteurs géographiques ou climatériques.

### International
Certains pays utilisent des limites maximales de résidus internationales du Codex Alimentarius pour définir leurs limites de résidus ; le Codex été instauré en 1963 par l'Organisation des Nations unies pour l'alimentation et l'agriculture  (FAO) et l'Organisation mondiale de la santé (OMS) pour élaborer des normes alimentaires, des directives, des codes de pratiques et des recommandations pour la sécurité alimentaire. Actuellement, le CODEX rassemble 185 pays membres et une organisation membre (l'Union européenne).
Le tableau suivant indique les limites maximum de résidus (LMR) pour les épices adoptées par la commission. 
| Pesticide           | Groupe ou sous-groupe d'épices                          | LMR (mg/kg)  |
| ------------------- | ------------------------------------------------------- | ------------ |
| Acéphate            | Groupe 028 en totalité                                  | 0.2          |
| Azinphos-méthyl     | Groupe 028 en totalité                                  | 0.5          |
| Chlorpyrifos        | Graines Fruits ou baies Racines ou rhizomes             | 5 1          |
| Chlorpyrifos-méthyl | Graines Fruits ou baies Racines ou rhizomes             | 1 0.3 5      |
| Cyperméthrine       | Fruits ou baies Racines ou rhizomes                     | 0.1 0,2      |
| Diazinon            | Graines Fruits Racines ou rhizomes                      | 5 0,1 0,5    |
| Dichlorvos          | Groupe 028 en totalité                                  | 0,1          |
| Dicofol             | Graines Fruits ou baies Racines ou rhizomes             | 0,05 0.1 0,1 |
| Diméthoate          | Graines Fruits ou baies Racines ou rhizomes             | 5 0.5 0,1    |
| Disulfoton          | Groupe 028 en totalité                                  | 0,05         |
| Endosulfan          | Graines Fruits ou baies Racines ou rhizomes             | 1 5 0,5      |
| Éthion              | Graines Fruits ou baies Racines ou rhizomes             | 3 5 0,3      |
| Fénitrothion        | Graines Fruits ou baies Racines ou rhizomes             | 7 1 0,1      |
| Iprodione           | Graines Fruits ou baies Racines ou rhizomes             | 7 1 0,1      |
| Malathion           | Graines Fruits ou baies Racines ou rhizomes             | 2 1 0,5      |
| Métalaxyl           | Graines                                                 | 5            |
| Méthamidophos       | Groupe 028 en totalité                                  | 0,1          |
| Parathion           | Graines Fruits ou baies Roots or rhizomes               | 0,1 0,2      |
| Parathion méthyl    | Graines Fruits ou baies Racines ou rhizomes             | 5 0,3        |
| Perméthrine         | Groupe 028 en totalité                                  | 0,05         |
| Phenthoate          | Graines                                                 | 7            |
| Phorate             | Graines Fruits ou baies Racines ou rhizomes             | 0.5 0,1      |
| Phosalone           | Graines Fruits ou baies Racines ou rhizomes             | 2 3          |
| Pirimicarbe         | Graines                                                 | 5            |
| Pirimiphos méthyl   | Sous-groupe graines Sous-groupe fruits                  | 3 0,5        |
| Quintozène          | Sous-groupe graines Fruits ou baies Racines ou rhizomes | 0,1 0,02 2   |
| Vinclozoline        | Groupe des épices en totalité                           | 0,05         |

### Chine
En Chine, le ministère de la Santé et le ministère de l'Agriculture ont établi conjointement des mécanismes et des procédures de travail relatifs à des normes de limites maximales de résidus, tout en assurant leur mise à jour en continu, selon le  droit de la sécurité alimentaire et les règlements émis par le Conseil d'État,.
De GB25193-2010  à GB28260-2011, des limites maximales de résidus pour 12 à 85 pesticides, les normes ont été améliorées en réponse aux besoins nationaux chinois.

### États-Unis
Aux États-Unis, les tolérances concernant la quantité de résidus de pesticides qui peuvent rester sur les aliments sont fixés par l'Agence pour la protection de l'environnement [EPA), et des mesures sont prises pour maintenir les résidus de pesticides au-dessous des seuils de tolérance. L'EPA a une page web indiquant les tolérances admises. 
Afin d'évaluer les risques associés aux pesticides sur la santé humaine, l'EPA analyse isolément chaque substance active de pesticides  ainsi que l'effet toxique commun des groupes de pesticides, dite « évaluation des risques cumulatifs ». Les limites que l'EPA fixe pour chaque pesticide avant de l'approuver comprennent une détermination de la fréquence d'utilisation du pesticide et de la manière dont il doit être utilisé, afin de protéger le public et l'environnement. 
Aux États-Unis, la Food and Drug Administration (FDA) et l'USDA contrôlent également régulièrement les niveaux réels de résidus de pesticides dans les aliments.

### Japon
Au Japon, les résidus de pesticides sont réglementés par la Loi sur la sécurité sanitaire des aliments.
Les tolérances sur les pesticides sont fixées par le ministère de la Santé, du Travail et des Affaires sociales par l'intermédiaire du Comité de la sécurité alimentaire et des médicaments. Les quantités de résidus non répertoriés sont limitées à 0,01 ppm.

### Nouvelle-Zélande
Food Standards Australia New Zealand (FSANZ) établit les normes de niveaux de résidus de pesticides dans les aliments par un processus de consultation. L'Autorité de sécurité des aliments publie les limites maximales de résidus de pesticides pour les aliments produits en Nouvelle-Zélande.

### Union européenne
En septembre 2008, l'Union européenne a publié de nouvelles limites maximales de résidus (LMR) révisées pour environ 1100 pesticides utilisés dans le monde. La révision avait pour but de simplifier le système précédent, en vertu duquel certains résidus de pesticides avaient été réglementés par la Commission ; d'autres avaient été réglementées par les États membres, et d'autres encore n'avaient jamais été réglementés,.

### France
Selon l'Association de collectivités Amorce, lors de la présentation d'un enquête fondée sur un panel représentant 3,5 millions d'habitants l: « le constat est pour le moins préoccupant" 88% des collectivités annoncent ainsi avoir identifié des pollutions émergentes, essentiellement aux métabolites de pesticides, sur certains de leurs captages. Substances les plus détectées : le chlorothalonil et son métabolite R471811, le S-métolachlore et ses métabolites, les métabolites du chloridazone, les PFAS, le TFA (acide trifluoroacétique), les nitrates, le tétrachloroéthylène et le ESA alachlor. »

### Royaume-Uni
La surveillance des résidus de pesticides au Royaume-Uni a commencé dans les années 1950. De 1977 à 2000, le travail a été réalisé par le Groupe de travail sur les résidus de pesticides (WPPR, Working Party on Pesticide Residues), tâche reprise en 2000 par le Pesticide Residue Committee (PRC Comité des résidus de pesticides).
Le PRC conseille le gouvernement par l'intermédiaire des Pesticides Safety Directorate et de Food Standards Agency (FSA).

## Effets sur la santé
De nombreux pesticides permettent de tuer les ravageurs en perturbant leur système nerveux. En raison des similitudes existant dans la biochimie du cerveau chez de nombreux organismes différents, ces produits chimiques pourraient aussi avoir un effet négatif sur les êtres humains. 
Des études épidémiologiques montrent des corrélations positives entre l'exposition aux pesticides par risques professionnels, qui tendent à être nettement supérieurs au risque de la population générale concernée par l'ingestion d'aliments, et l'apparition de certains cancers. 
Bien que la majeure partie de la population générale peut ne pas être exposée à grande partie des pesticides, la plupart des résidus de pesticides qui sont fixés ont tendance à être lipophile et peut se « bioaccumuler » dans le corps.
Des préoccupations ont été soulevées sur le rôle possible d'une exposition chronique à faible dose dans l'apparition de certains cancers. Les résidus de pesticides ont un large éventail d'effets potentiels sur la santé. Ils peuvent causer une irritation physique de la peau ou agir comme des agents cancérigènes, perturbateurs endocriniens et perturbateurs du système nerveux.
D'un autre côté, l'utilisation des pesticides s'est révélée être un outil précieux dans la lutte contre les vecteurs de maladies qui se propagent à des millions d'enfants et d'adultes chaque année. On les utilise dans de nombreux pays en développement pour prévenir la propagation du paludisme, de la leishmaniose, de la dengue et de l'encéphalite japonaise, qui sont des maladies constituant un énorme fardeau économique sur la société.

### Incidents chinois
En Chine, un certain nombre d'incidents ont eu lieu lorsque les limites fixées par l'État ont été largement dépassées ou du fait de l'utilisation de pesticides non adaptés. En août 1994, un incident grave d'empoisonnement par les pesticides de patates douces s'est produit dans la province de Shandong. Par manque de formation dans l'utilisation des insecticides, des agriculteurs locaux ont utilisé une substance hautement toxique, le parathion au lieu du trichlorphon. Cela s'est traduit par plus de 300 cas d'empoisonnement et 3 décès. En outre, dans un autre cas, un grand nombre d'étudiants ont été intoxiqués et 23 d'entre eux hospitalisés à la suite de la consommation de légumes contenant des résidus de pesticides en quantité excessive.

### Neurodéveloppement de l'enfant
Les enfants sont considérés comme particulièrement vulnérables à l'exposition aux résidus de pesticides, en particulier si l'exposition a lieu à des moments critiques de leur développement. Les nourrissons et les enfants consomment des quantités plus élevées de nourriture et d'eau par rapport à leur poids corporel, ont une superficie supérieure (c'est-à-dire  la surface de la peau) par rapport à leur volume, ont une barrière hémato-encéphalique plus perméable, et se livrent à des comportements tels que ramper ou porter des objets à la bouche, qui peuvent contribuer à accroître les risques d'exposition aux résidus de pesticides soit par les aliments, soit par des voies environnementales. 
Les neurotoxines et d'autres produits chimiques provenant des pesticides représentent la plus grande menace pour le développement du cerveau humain et le système nerveux. La présence de métabolites de pesticides dans des échantillons d'urine a été impliquée dans des désordres tels que le trouble déficitaire de l'attention avec hyperactivité (TDAH), l'autisme, les problèmes comportementaux et affectifs et les retards dans le développement. On manque de preuves sur l'existence d'une relation de cause à effet direct entre une exposition à faible dose à long terme à des résidus de pesticides et les maladies neurologiques, en partie parce que les fabricants ne sont pas toujours tenus par la loi d'examiner les menaces potentielles à long terme

## Résidus dans les aliments
Selon un groupe de défense des aliments biologiques, l'Environmental Working Group, l'achat de certains aliments biologiques peut diminuer significativement l'exposition aux résidus, jusqu'à 90 % environ, aliments qui sont opposés à une liste d'aliments présentés comme contenant de grandes quantités de résidus de pesticides. 
Cependant, même si cette douzaine d'aliments « sales » peuvent contenir plus de résidus de pesticides que d'autres produits, leur niveau de résidus est relativement très faible comparé aux doses qui peuvent réellement avoir un effet an cas d'exposition chronique de bas niveau. 
Une étude a calculé l'exposition à long terme des consommateurs à ces pesticides ; elle démontre que les niveaux d'exposition constatés sont 1000 fois moindres que les niveaux les plus bas susceptibles d'avoir un effet. 
Les preuves scientifiques montrent qu'il y a un très faible risque associé à la consommation de ces aliments en dépit de leurs étiquettes douteuses.
D'après une synthèse de six études portant sur les risques associés à l'exposition chronique à faible dose aux résidus de pesticides dans l'alimentation, les résultats tendent à montrer globalement un effet délétère de régimes ayant une plus forte teneur en résidus de pesticides. L'analyse par type de pathologie est plus délicate puisqu'il n'y a que sur le cancer que plusieurs études ont été menées. Globalement, un effet néfaste sur la proportion de cancers a été relevée, avec un niveau de preuve considéré comme faible car s'appuyant sur deux études trouvant un résultat néfaste et une étude n'identifiant pas de tel résultat. Ces résultats sont cohérents avec les effets connus des pesticides sur les cellules, qui sont susceptibles d'engendrer des dommages génétiques.